# Ott Sepp
Ott Sepp, född 29 juni 1982 i Tallinn, Estland, estnisk skådespelare.

## Filmografi (urval)
- 2002 – Namnen på marmortavlan
- 2005 - Malev